# Johann Heinrich Schmülling
Johann Heinrich Schmülling (ur. 23 listopada 1774 w Warendorf, zm. 17 stycznia 1851 w Münster) – teolog i pedagog, twórca i pierwszy dyrektor zreorganizowanego gimnazjum (Königlich-Katholisches Gymnasium) w Braniewie.

## Życiorys
Johann Schmülling w latach 1786–1794 pobierał naukę w gimnazjum ojców franciszkanów w Warendorfie i w Münster, a następnie studiował na Uniwersytecie w Münster. W 1798 wstąpił do seminarium duchownego, 4 kwietnia 1801 otrzymał święcenia kapłańskie. Od 1800 do 1801 pracował jako nauczyciel (profesor) w gimnazjum w Münster, a następnie z polecenia swojego przyjaciela zostaje mianowany na stanowisko profesora placówki oświatowej w Braniewie z zadaniem jej zreformowania.
W Braniewie w 1811 zlikwidowane zostaje Gimnazjum Akademickie, na którym wykładano filozofię i teologię. W niedzielę 29 grudnia 1811 następuje uroczyste otwarcie nowej, zreformowanej uczelni w Braniewie (Königlich-Katholisches Gymnasium in Braunsberg). Johann Schmülling jest jej pierwszym dyrektorem.
Dzięki staraniom biskupa warmińskiego Józefa von Hohenzollerna w 1818 przy Gimnazjum Akademickim powołane ponownie zostaje seminarium w Braniewie pod nazwą Liceum Hosianum. Do liceum mieli wstępować absolwenci gimnazjum, którzy obrali stan duchowny. Miało ono dwa oddzielne fakultety – filozoficzny i teologiczny. Johann Schmülling zostaje w 1821 w nim profesorem filozofii.
Na Wielkanoc 1827 opuścił Braniewo na zawsze, gdy został powołany, jako następca biskupa Bernharda Overberga, na stanowisko rektora seminarium duchownego w Münster oraz otrzymał godność kanonika katedry w Münster. W 1835 wydział teologiczny uczelni nadał mu tytuł doktora honoris causa. Od 1837 do 1849 sprawował urząd profesora egzegezy Nowego Testamentu. W 1837 znalazł się na liście kandydatów do godności biskupa diecezji warmińskiej. W 1845 jego uczniowie na cześć profesora stworzyli fundację Stipendium Schmüllingianum o kapitale 300 talarów, z odsetek którego co roku była przyznawana nagroda. Co drugi rok mogli się o nią ubiegać również uczniowie innych konfesji (do szkoły uczęszczali też uczniowie ewangelicy i wyznania mojżeszowego).
Był odznaczony Orderem Orła Czerwonego III Klasy (1842). Pozostawił po sobie m.in. Kleine latainische Sprachlehre zum Schulgebrauche, Vorübungen im Lesen oraz Lesebuch für die Schulen Ermlands (2 ostatnie wspólnie z prof. Gerlachem).